# Астахова Валентина Іларіонівна
Валентина Іларіонівна Астахова (4 квітня 1935, м. Дніпропетровськ) — український історик, доктор історичних наук (1981), професор (1983), академік Академії наук вищої школи України (2004), радник ректора, колишній ректор Харківського гуманітарного університету «Народна українська академія», кавалер Ордену княгині Ольги ІІІ (1997) та ІІ (2004) ступенів, заслужений працівник освіти УРСР, відмінник освіти України, почесний доктор Академії педагогічних наук України, почесний громадянин міста Харкова (2011).

## Життєпис
Валентина Астахова народилась 4 квітня 1935 у Дніпропетровську.
По закінченні у 1952 році середньої школи № 132 м. Харкова, протягом 1952—1957 років навчалась на історичному факультеті Харківського державного університету імені О. М. Горького, який закінчила з відзнакою.
По тому працювала вчителем історії у середній школі № 36 м. Харкова, де за її ініціативи було створено шкільний музей, присвячений діяльності російського революціонера Артема (Ф. Сергєєва).
1961 року вона вступила до аспірантури ХДУ, і у 1964 році захистила кандидатську дисертацію.
У 1964—1978 роках викладала на історичному та механіко-математичному факультетах ХДУ імені О. М. Горького. Вона була одна з ініціаторів відкриття у 1972 році Музею історії Харківського державного університету.
1978 року Валентина Астахова стала завідувачем кафедри Харківського юридичного інституту імені Ф. Е. Дзержинського.
У 1981 році вона успішно захистила докторську дисертацію «Закономірності формування і розвитку соціалістичної інтелігенції» у Московському державному університеті імені М. В. Ломоносова, і 1983 року їй було присвоєне наукове звання професора.
Була автором концепції та ініціатором створення першого в Україні навчально-наукового комплексу безперервної освіти Харківського гуманітарного університету «Народна українська академія» від дошкільної до вищої освіти.
У 1991—2011 роках була ректором Харківського гуманітарного університету «Народна українська академія», а з 2011 року — радником ректора цього ж вишу.
У 2004 році вона стала членкинею громадської організації Академії наук вищої школи України.
У 2011 року за вагомий внесок у сферу освіти міста Харкова Валентина Астахова стала почесним громадянином Харкова. Церемонія нагородження відбулась 24 серпня 2011 року.

## Громадська діяльність
Протягом 1972—1992 років за її участі у Харкові відбулись численні семінари, курси, школи для молодих декторів, обласні конкурси молодих лекторів, які пізніше перетворились на конкурси ораторського мистецтва тощо.
У 1980 році вона була складі делегації Всесоюзного твориства «Знання» у США.
У 1985 році була членом делегації УРСР на 40-й сесії Генеральної Асамблеї ООН.
Протягом 1989—1993 років вона була головою правління Харківської обласної організації товариства «Знання» та член президії республіканської спілки жінок.
У 2003 році вона стала членом «Конгресу ділових жінок України».
Нині вона є віце-президентом Всеукраїнського та президентом Східно-українського відділення Асоціації навчальних закладів недержавної форми власності Україні, входить до складу Ради ректорів Харкова.
Валентина Астахова — почесний член Соціологічної асоціації України, є членом Спеціалізованої ради із захисту докторських і кандидатських дисертацій в Харківському національному університеті імені В. Н. Каразіна.
Валентина Астахова була ініціатором низки культурних проектів, серед яких будівництво першої в Україні студентської каплиці святої Тетяни (вул. Лермонтовська, 27), відкриття у 2001 році монументу «Вогонь знань» (вул. Лермонтовська, 27), відкриття у 1996 році Центру українознавства, у 2009 році першого в Україні Центру російської культури та у 2010 році Вірменського культурно-освітнього центру, відкриття у 2010 році Алеї Пам'яті на честь 65-річчя Перемоги у Великій Вітчизняній війні.
Також вона була серед ініціаторів та організаторів акції «Георгіївська стрічка» у Харкові, до якої колектив ХГУ «НУА» долучився першим в Україні, яка проводиться у місті з 2004 року.

## Науковий доробок
Валентина Астахова є автором понад 700 наукових та науково-методичних публікацій. Під її керівництвом захищено понад 25 кандидатських і 6 докторських дисертацій.
До кола її наукових інтересів належать проблеми соціології освіти.
Вона є головним редактором «Вчених записок Харківського гуманітарного університету „Народна українська академія“».
Засновник і керівник наукової школи «Формування інтелектуального потенціалу суспільства на межі століть: економічні, політичні, соціокультурні аспекти та прогнози». Під її керівництвом реалізується низка дослідницьких проектів («Студент XXI століття», «Роль молоді у становленні громадянського суспільства в Україні», «Проблеми професійного вибору та зайнятості молоді на регіональному ринку праці»).
За її ініціативою було видано нариси про життя і діяльність ректорів харківських вишів «Служіння батьківщини і обов'язку», шеститомник вибраних праць Д. І. Багалія п'ять збірників матеріалів, присвячених найкращим учителям загальноосвітніх шкіл Харківщини, «Учителю, перед ім'ям твоїм…», а також реалізовано низку проектів «Педагогічні династії», «Школа 50+» (навчання людей третього віку), навчання дітей від 1,5 років, «Лист до діда», присвячений 60-річчю Перемоги та ін..
Основні праці:
Монографії
- Вища педагогічна освіта і наука України: історія, сьогодення та перспективи розвитку. Харківська область: монографія / І. Ф. Прокопенко, В. П. Андрущенко, В. І. Астахова, В. С. Бакіров, В. Я. Білоцерківський, А. Г. Відченко; Ін-т вищ. освіти АПН України, Асоц. ректорів пед. ун-тів Європи. — К.: Знання України, 2009. — 431 с. — ISBN 978-966-316-2*41-6.
- Державні, політичні та громадські діячі України: політичні портрети: Навч. посіб. для студ. вищ. навч. закл. I — IV рівнів акредитації. Кн. 1 / В. І. Астахова, К. В. Астахова, Є. О. Бондарєв, І. Г. Васильева, А. О. Гайков. — К.: Вид. дім «Ін Юре», 2002. — 476 с. — ISBN 966-8088-02-6.
- Історія міста Харкова XX століття: Моногр. / О. Н. Ярмиш, С. І. Посохов, А. І. Епштейн, Б. К. Мигаль, К. В. Астахова, С. І. Антоненко, В. І. Астахова, Л. О. Бєлова, П. О. Богула, Л. А. Бортник. — Х.: Фоліо: Золоті сторінки, 2004. — 686 с. — ISBN 966-03-2649-1 (Фоліо). — ISBN 966-8494-44-Х (Золоті сторінки).
- Крізь терни…: Нариси становлення приватної вищої освіти в Україні / Ред.: В. І. Астахова; Нар. укр. акад. — Х., 2001. — 356 с. — ISBN 966-7557-32-4.
- (рос.)Курс лекций по социологии образования: учеб. пособие / Ред.: В. И. Астахова; Нар. укр. акад. — 2-е изд., перераб. и доп. — Х., 2009. — 464 с. — ISBN 978-966-8558-83-2.
- (рос.)Научные школы: проблемы теории и практики: Моногр. / В. И. Астахова, Е. В. Астахова, А. А. Гайков, Л. Н. Герасина, Е. Г. Михайлева; Нар. укр. акад. — Х., 2005. — 331 с. — ISBN 966-8558-36-7.
- Приватна вища школа України на шляху інновацій: Моногр. / В. Андрущенко, Б. Корольов, В. Астахова, В. Астахов, К. Астахова; Ін-т вищ. освіти АПН України, Харк. гуман. ун-т «Нар. укр. акад.». — Х., 2005. — 319 с. — ISBN 966-8558-42-1.
- (рос.)Приватная высшая школа в объективе времени: украинский вариант / Ред.: В. И. Астахова; Харьк. гуманит. ин-т «Нар. укр. акад.». — Х., 2000. — 462 с. — ISBN 966-7557-21-9.
- Соціологічна енциклопедія: А — Я / Ред.: В. І. Астахова. — К.: Академвидав, 2008. — 456 с. — (Енцикл. ерудита). — ISBN 978-966-8226-67-0.
- (рос.)Студент XXI века: социальный портрет на фоне общественных трансформаций: монография / Нар. укр. акад. ; под общ. ред. В. И. Астаховой. — Харьков: Изд-во НУА, 2010. — 405 с.

Статті
- Астахова В. І. Академія // Соціологічна енциклопедія / [Соціол. асоц. України, Дніпропетр. нац. ун-т ім. Олеся Гончара]; редкол.: Астахова В. І., Бакіров В. С., Городяненко В. Г. (уклад.) [та ін.]. — К. : Академвидав, 2008. — С. 18.
- Астахова В. І. Гуманізм // Соціологічна енциклопедія / [Соціол. асоц. України, Дніпропетр. нац. ун-т ім. Олеся Гончара]; редкол.: Астахова В. І., Бакіров В. С., Городяненко В. Г. (уклад.) [та ін.]. — К. : Академвидав, 2008. — С. 93.
- Астахова В. І. Освіта // Соціологічна енциклопедія / [Соціол. асоц. України, Дніпропетр. нац. ун-т ім. Олеся Гончара]; редкол.: Астахова В. І., Бакіров В. С., Городяненко В. Г. (уклад.) [та ін.]. — К. : Академвидав, 2008. — С. 262—263.
- Астахова В. І. Освіта безперервна // Соціологічна енциклопедія / [Соціол. асоц. України, Дніпропетр. нац. ун-т ім. Олеся Гончара]; редкол.: Астахова В. І., Бакіров В. С., Городяненко В. Г. (уклад.) [та ін.]. — К. : Академвидав, 2008. — С. 263.
- (рос.)Астахова В. І. Експеримент із запровадження безперервної освіти (З досвіду Народної української академії) / В. Астахова // Вища шк. — 2010. — № 2. — С. 5—13.
- (рос.)Астахова В. И. Место и роль приватных вузов в украинской национальной системе образования / В. И. Астахова // Вч. зап. Харк. гуманіт. ін-ту «Нар. укр. акад.». — 2000. — Т. 6 — С. 27—45.
- Астахова В. І. Освіта потребує оновлення як цілісний неподільний організм / В. Астахова // Вища освіта України. — 2007. — № 3. — С. 52—56.
- Астахова В. І. Освіта Харківщини на зламі століть / В. І. Астахова, Л.О. Бєлова // Вч. зап. Харк. гуманіт. ін-ту «Нар. укр. акад.». — 2002. — Т. 8 — С. 7—28.
- Астахова В. І. Про стан і завдання вдосконалення наукової роботи у приватних ВНЗ України / В. І. Астахова // Педагогіка і психологія. — 2007. — № 3. — С. 33—41.
- Астахова В. І. Про стан науково-дослідної роботи у ВЗО недержавних форм власності / В. І. Астахова, Н. В. Шаронова // Вестн. Херсон. гос. техн. ун-та. — 1999. — № 1(5). — С. 83—85.
- (рос.)Астахова В. И. Воспитание на традициях: некоторые вопросы методологии и методики: [из опыта ХГУ «НУА»] / В. И. Астахова // Вчені зап. Харк. гуманіт. ун-ту «Нар. укр. акад.». — 2008. — Т. 14. — С. 7—21.
- (рос.)Астахова В. И. Непрерывное образование как гуманистическая основа новой образовательной парадигмы / В. И. Астахова // Вчені зап. Харк. гуманітар. ун-ту «Нар. укр. акад.». — Х., 2010. — Т. 16. — С. 7—21
- (рос.)Астахова В. И. Нравственный выбор украинской интеллигенции / В. И. Астахова // Интеллигенция и идеалы российского общества: сб. ст. по материалам ХІ междунар. конф. теорет.-методол. конф., 31 марта 2010 г. / Рос. гос. гуманитар. ун-т, социол. фак. — М., 2010. — С. 415—422
- (рос.)Астахова В. И. О возрастании роли и ответственности интеллигенции в современной Украине / В. Астахова // Методологія, теорія та практика соціологічного аналізу сучасного суспільства / М-во освіти і науки України, Харк. нац. ун-т ім. В. Н. Каразіна. — Х., 2008. — С. 168—170.
- (рос.)Астахова В. И. Об особенностях и задачах гражданско-патриотического воспитания в современной Украине: [из опыта ХГУ «НУА»] / В. И. Астахова // Вчені зап. Харк. гуманіт. ун-ту «Нар. укр. акад.». — Х., 2009. — Т. 15. — C. 7—23.
- (рос.)Астахова В. И. Социология образования как предмет изучения в высшей школе / В. И. Астахова // Вчені зап. Харк. гуманітар. ун-ту «Нар. укр. акад.». — Х., 2010. — Т. 16. — С. 459—462.
- (рос.)Астахова В. И. Углубление интеллектуального кризиса в Украине: причины, последствия и пути преодоления / В. Астахова // Новий колегіум. — 2008. — № 2. — С. 16—20.

Наукові видання за редакцією В. І. Астахової
- Вчені записки Харківського гуманітарного інституту «Народна українська академія». Громадянськість інтелігенції: шляхи формування у кризовому суспільстві. Т. 6-11 / Ред.: В. І. Астахова. — Х., 2001. — 194 с.
- Вчені записки Харківського гуманітарного інституту «Народна українська академія». Т. 10 / Ред.: В. І. Астахова. — Х., 2004. — 591 с.
- Вчені записки Харківського гуманітарного інституту «Народна українська академія». Т. 11 / Ред.: В. І. Астахова. — Х., 2005. — 708 с.
- Вчені записки Харківського гуманітарного інституту «Народна українська академія». Т. 7 / Ред.: В. І. Астахова. — Х.: «Око», 2001. — 536 с.
- Вчені записки Харківського гуманітарного інституту «Народна українська академія». Т. 8 / Ред.: В. І. Астахова. — Х.: Око, 2002. — 664 с.
- Вчені записки Харківського гуманітарного інституту «Народна українська академія». Т. 9 / Ред.: В. І. Астахова. — Х., 2003. — 607 с.
- Збірник праць молодих учених Народної української академії / Ред.: В. І. Астахова; Нар. укр. акад. — Х., 2008. — 448 с. — ISBN 978-966-8558-76-4.
- Збірник праць молодих учених Народної української академії / Ред.: В. І. Астахова; Нар. укр. акад. — Х., 2009. — 367 с.
- Збірник праць молодих учених Народної української академії: Наук. вид. / Ред.: В. І. Астахова; Нар. укр. акад. — Х., 2006. — 142 с. — ISBN 966-8558-60-X.

Збірки праць наукових конференцій за редакцією В. І. Астахової
- (рос.)Академическая мобильность — важный фактор образовательной евроинтеграции Украины: материалы Междунар. науч.-практ. конф., 16-19 нояб. 2010 г. / Ред.: В. И. Астахова; Харьк. обл. гос. администрация, Совет ректоров высш. учеб. заведений Харьк. региона, Нар. укр. акад. — Х.: Изд-во НУА, 2010. — 363 с.
- Актуальні проблеми економічного, соціально-політичного та правового захисту суб'єктів освітнього процесу: Прогр. і матеріали Міжнар. наук.-практ. конф., Харків, 15 груд. 2004 р. / Ред.: В. І. Астахова; Харк. облдержадмін., Рада ректорів Харк. регіону, Нар. укр. акад. — Х.: Вид-во НУА, 2004. — 203 с. — (Освіта. Інтелігентність. Культура). — ISBN 966-8558-28-6.
- Багаліївські читання в НУА: Прогр. та матеріали / Ред.: В. І. Астахова; Харк. гуманіт. ін-т «Нар. укр. акад.». — Х.: Око, 1998. — 55 с. — ISBN 966-526-052-9.
- Багаліївські читання в НУА: Програма та матеріали, Харків, 5 листоп. 1999 р. / Ред.: В. І. Астахова; Харк. гуманіт. ін-т «Нар. укр. акад.». — Х., 1999. — 110 с. — ISBN 966-7557-27-8.
- Виховання в контексті соціальної адаптації студентства: Матеріали Міжнар. наук.-практ. конф.-семінару кер. ВПЗ та вчен.-дослідників із пробл. виховання студенства в сучас. умовах. Ч. 1 / Ред.: В. І. Астахова; АПН України, Харк. облдержадмін., Рада ректорів Харк. регіону, Нар. укр. акад.. — Х., 2003. — 219 с. — ISBN 966-8558-03-0.
- Виховання в контексті соціальної адаптації студентства: Матеріали Міжнар. наук.-практ. конф.-семінару кер. ВПЗ та вчен.-дослідників із пробл. виховання студенства в сучас. умовах. Ч. 2 / Ред.: В. І. Астахова; АПН України, Харк. облдержадмін., Рада ректорів Харк. регіону, Нар. укр. акад.. — Х., 2003. — 175 с. — ISBN 966-8558-03-0.
- Виховна робота в умовах безперервної освіти: матеріали Міжнар. наук.-практ. конф., 3 груд. 2009 р., Харків / Ред.: В. І. Астахова; Харк. облдержадмін., Харк. облрада, Виконком Харк. міськради, Рада ректорів ВНЗ Харк. регіону. — Х.: Нар. укр. акад., 2009. — 316 с. — (Освіта. Інтелігентність. Культура).
- Вік ХХ: реформи в українській вищій школі: Програма і матеріали V Багаліїв. читань, Харків, 5 листоп. 2002 р. Ч. 5 / Ред.: В. І. Астахова; Нар. укр. акад. — Х., 2002. — 219 с. — ISBN 966-7557-47-2.
- Вік XX: реформи в українській вищій школі: прогр. і матеріали V Багаліїв. читань, 5 листоп. 2002 р., Харків / Ред.: В. І. Астахова; Народ. укр. акад. — Х., 2002. — 220 с. — (Багаліїв. читання в НУА; 5). — ISBN 966-7557-47-2.
- (рос.)Воспитание воспитателей в условиях глобального финансово-экономического и духовного кризиса общества: материалы XVII науч.-практ. конф. учителей, 17 апр. 2010 г., Харьков / Ред.: В.И. Астахова; Нар. укр. акад. — Х., 2010. — 118 с. — (День науки в НУА).
- (рос.)Воспитание как универсальная константа образования: проблемы реализации и развития: прогр. и материалы XVI науч.-практ. конф., 18 апр. 2009 г., Харьков / Ред.: В. И. Астахова; Глав. упр. образования и науки Харьк. облгосадмин., Харьк. обл. науч.-метод. ин-т непрерыв. образования, Спец. экон.-прав. шк. Нар. укр. акад. — Х.: НУА, 2009. — 108 с. — (День науки в НУА).
- Д. І. Багалій і культура Слобідської України: прогр. та матеріали III Багаліїв. читань, 6 листоп. 2000 р., Харків / Ред.: В. І. Астахова; Нар. укр. акад. — Х., 2000. — 116 с. — (Багаліїв. читання в НУА; 3). — ISBN 966-7557-25-1.
- Д. І. Багалій про стан та шляхи розвитку української культури: Прогр. і матеріали VII Багаліїв. читань, 7 листоп. 2006 р., Харків / Ред.: В. І. Астахова; Нар. укр. акад. — Х., 2006. — 108 с. — (Багаліїв. читання в НУА; 7). — ISBN 966-8558-64-2.
- Ділові жінки і сім'я: Матеріали міжнар. наук.-практ. конф. / Ред.: В. І. Астахова; Громад. орг. «Конгрес ділових жінок України», Спілка жінок України, Всеукр. політ. об-ня «Жінки за майбутнє», Народ. укр. акад. — Х., 2005. — 92 с.
- Інноваційні технології в освіті: VIII наук.-практ. конф. вчителів, 21 квіт. 2001 р. / Ред.: В. І. Астахова; Асоц. навч. закл. України недерж. форми власності, Нар. укр. акад.. — Х., 2001. — 117 с.
- Інтелігенція та влада: матеріали VI Міжнар. наук.-практ. конф.-семінару кер. ВНЗ, учених-дослідників і представників влад. структур із пробл. сучас. інтелігенції, 14 берез. 2008 р., Харків / Ред.: В. І. Астахова; Харк. облдержадмін., Рада ректорів Харк. регіону, Нар. укр. акад. — Х., 2008. — 207 с. — (Освіта, інтелігентність, культура). — ISBN 978-966-8558*-70-2.
- Історія Харківщини у працях і оцінках Д. І. Багалія: Прогр. і матеріали VI Багал. читань, 5 листоп. 2004 р. / Ред.: В. І. Астахова; Нар. укр. акад. — Х., 2004. — 139 с. — (Багал. читання в НУА; № 6). — ISBN 966-8558-25-1.
- Концептуальні засади модернізації системи освіти в Україні: Прогр. та матеріали Всеукр. наук.-практ. конф., Харків, 1 лют. 2002 р. / Ред.: В. І. Астахова; Нац. техн. ун-т «Харк. політехн. ін-т», Нар. укр. акад. — Х., 2002. — 205 с.
- (рос.)Методология и методика воспитательной работы в условиях непрерывного образования: Материалы Междунар. науч.-практ. конф., Харьков, 12 февр. 2005 г.) / Ред.: В. И. Астахова; Харьк. обл. гос. админ., Совет ректоров Харьк. региона, Нар. укр. акад. — Х.: Изд-во НУА, 2005. — 290 с. — (Образование. Интеллигентность. Культура). — ISBN 966-8558-30-8.
- (рос.)Молодые ученые Харьковщины — 2008: прогр. и материалы конф. молодых учен., 19 апр. 2008 г., Харьков / Ред.: В. И. Астахова; Харьк. облгосадмин., Совет ректоров Харьк. региона, Народ. укр. акад. — Х., 2008. — 146 с. — (День науки в НУА). — ISBN 978-966-8558*-74-0.
- (рос.)Молодые ученые Харьковщины — 2010: материалы конф., 17 апр. 2010 г., Харьков / Ред.: В.И. Астахова; Нар. укр. акад. — Х., 2010. — 88 с. — (День науки в НУА).
- (рос.)Молодые учёные Харьковщины — 2009: прогр. и материалы конф., 18 апр. 2009 г., Харьков / Ред.: В. И. Астахова; Глав. упр. образования и науки Харьк. облгосадмин., Харьк. обл. науч.-метод. ин-т непрерыв. образования, Нар. укр. акад. — Х.: НУА, 2009. — 172 c. — (День науки в НУА).
- Нова ідеологія сім'ї та сімейних відносин: прогр. та матеріали Всеукр. наук.-практ. конф., 26 листоп. 2009 р., Харків / Ред.: В. І. Астахова; Упр. у справах сім'ї та молоді Харк. облдержадмін., Харк. обл. студент. рада, Спілка жінок України, Конгр. діл. жінок України, Рада ректорів ВНЗ Харк. регіону. — Х.: Нар. укр. акад., 2009. — 132 с. — (Освіта. Інтелігентність. Культура).
- (рос.)Нравственные императивы интеллигенции: Материалы IV Междунар. науч.- теорет. конф. по пробл. соврем. интеллигенции / Ред.: В. И. Астахова; Харьк. облгосадмин., Совет ректоров Харьк. региона. — Х.: Нар. укр. акад., 2006. — 180 с. — ISBN 966-8558-53-7.
- (рос.)Обеспечение преемственности в обучении как важнейшая функция образования: программа и материалы XV науч.-практ. конф. учителей, 19 апр. 2008 г., Харьков / Ред.: В. И. Астахова; Харьк. облгосадмин., Харьк. обл. науч.-метод. ин-т непрерыв. образования, специализир. экон.-прав. шк. Нар. укр. акад. — Х., 2008. — 124 с. — (День науки в НУА). — ISBN 978-966-8558-72-6.
- (рос.)Особенности преподавания в современных условиях: прогр. и материалы метод. семинара преподавателей ХГУ «НУА», 30 янв. 2009 г., Харьков / Ред.: В. И. Астахова; Нар. укр. акад. — Х., 2009. — 82 c. — ISBN 978-966-8558-81-8.
- Педагог і влада: історичний досвід, сучасні реалії та перспективи: прогр. та матеріали IV Багаліїв. читання, 5 листоп. 2001 р., Харків / Ред.: В. І. Астахова; Нар. укр. акад.. — Х., 2001. — 222 с. — (Багаліїв. читання в НУА; 4). — ISBN 966-7557-29-4.
- (рос.)Приоритетные направления развития современного образования: Программа и материалы ХІІІ науч.-практ. конф. учителей, 8 апр. 2006 г., Харьков / Ред.: В. И. Астахова; Харьк. облгосадмин., Совет ректоров Харьк. региона, ; Нар. укр. акад. — Х., 2006. — 134 с. — (День науки в НУА). — ISBN 966-8558-57-Х.
- (рос.)Социокультурные функции высшей школы в транзитивном обществе: программа и материалы XV Междунар. студ. науч. конф., 19 апр. 2008 г., Харьков / Ред.: В. И. Астахова; Харьк. облгосадмин., Совет ректоров Харьк. региона, Нар. укр. акад. — Х., 2008. — 164 с. — (День науки в НУАОбразование — интеллигентность — культура). — ISBN 978-966-8558-73-3.
- (рос.)Становление профессиональной карьеры женщин: историко-философский, социологический и психологический аспекты: Материалы Междунар. науч.-практ. конф. Харьков, 28 февр. 2003 г. / Ред.: В. И. Астахова; Гос. ком. Украины по делам семьи и молодежи, Укр. ин-т соц. исслед., Нар. укр. акад. — Х., 2003. — 155 с. — (Образование-Интеллигентность-Культура). — ISBN 966-7557-49-9.
- (рос.)Студент XXI века. Социальный портрет на фоне общественных трансформаций: прогр. и материалы XVI междунар. студенч. науч. конф., 18 апр. 2009 г., Харьков / Ред.: В. И. Астахова; Гл. упр. образования и науки Харьк. облгосадмин., Харьк. обл. науч.-метод. ин-т непрерыв. образования, Нар. укр. акад. — Х., 2009. — 146 с. — (День науки в НУА).
- (рос.)Экономико-правовые аспекты деятельности приватных вузов и концептуальные основы их дальнейшего развития: Материалы II Междунар. семинара лидеров приват. образования. Харьков, 3 — 5 июля 2000 г. / Ред.: В. И. Астахова; Нар. укр. акад.. — Х., 2000. — 206 с. — (Образование. Интеллигентность. Культура). — ISBN 966-7557-16-2.
- Як нам упорядкувати нашу вищу школу: VIII Міжнар. студ. наук. конф., 21 квіт. 2001 р. / Ред.: В. І. Астахова; Ін-т вищ. освіти АПН України. — Х.: Нар. укр. акад., 2001. — 133 с.
- (рос.)VI международная студенческая научная конференция «Актуальные проблемы гуманитарных наук и их информационное обеспечение», Харьков, 17 апреля 1999 г. / Ред.: В. И. Астахова; Харьк. ун-т внутр. дел, Харьк. гуманит. ин-т Нар. укр. акад.. — Х., 1999. — 128 с.

## Нагороди
- Орден княгині Ольги III ступеня (1997)[8]
- Орден княгині Ольги II ступеня (2004)[9]
- Заслужений працівник освіти УРСР (1990)
- Відмінник освіти України (2003)
- Знак «За наукові досягнення» (2006)
- За мудрість і відданість освіті (2006)
- Почесний громадянин міста Харкова (2011) — «за вагомий внесок у сферу освіти міста Харкова»[4][5]
- Почесна грамота Харківської обласної державної адміністрації (2009)
- «Особистість року» (за заслуги в розвитку соціального прогресу, збагачення загальнолюдських цінностей)
- Знак Асоціації навчальних закладів України недержавної форми власності «За духовне відродження нації»
- Почесна грамота Верховної Ради України «За особливі заслуги перед українським народом»
- Знак «Ушинський К. Д.» Академії педагогічних наук України
- Почесний знак Харківської обласної ради «Слобожанська слава»